# Juan Claudio Lechín
Juan Claudio Lechín Weise, né le 27 mars 1956  à La Paz (Bolivie), est un écrivain bolivien. Il a remporté le Premio Nacional de Novela en 2004.

## Biographie
Il est le fils du leader syndical Juan Lechín Oquendo qui fut vice-président de la Bolivie. Juan Claudio Lechín étudie en Italie, au Pérou et au Venezuela. Il obtient divers diplômes universitaires à Caracas (Santa María y La Católica), à Lima et à Boston où il obtient une licence en économie en 1984.
Il a été professeur d'université de 1985 à 1999.
Il commence à écrire pour le théâtre. Son premier roman El festejo del deseo termine à la deuxième place du Prix Erich Guttentag, mais la consécration arrive avec La gula del picaflor qui obtient le Prix Nacional de Novela (2004).
Ses nouvelles (La venganza, El tonto del aula, par exemple) ont été publiées dans des anthologies et des revues, et certaines de ses œuvres ont été traduites. Il écrit aussi dans la presse (Clarín en Argentine, La Razón de Bolivia). Il anime l'émission littéraire "El Pie de la Letra" (2005).
Lechín écrit aussi des scénarios pour le cinéma (Carga sellada de Julio Vargas ou No digas de Mela Márquez, basé sur la vie de l'écrivain Jaime Saenz.

### Les masques du fascisme
En 2011, il publie Las máscaras del fascismo ("Les masques du fascisme") où il analyse les points communs entre le fascisme du passé et les régimes socialistes du XXIe siècle. Il compare les actions menées par Benito Mussolini, Adolf Hitler et Francisco Franco d'un côté avec celles de Fidel Castro, Hugo Chávez et Evo Morales de l'autre. Dans le chapitre "Détecteur de fascisme", il décrit les caractéristiques principales du fascisme qui se retrouvent chez les caudillos socialistes :
- Le caudillo fasciste est messianique, charismatique et d'origine plébéienne.
- Les instruments du caudillo : le parti et le groupe de choc, soit paramilitaire et/ou militaire (avec une importante composante lumpen et délinquante)
- La langue du caudillo : la propagande politique.
- La foi du caudillo : l'existence d'un avenir politique rédempteur.
- Les oreilles du caudillo : services secrets répressifs et mouchards.
- Le caudillo s'embarque dans la refondation de la nation et/ou son changement de nom, la réforme constitutionnelle et l'implantation de nouveaux symboles nationaux.
- Le caudillo entreprend la destruction de l'ordre libéral (valeurs et institutions).
- Le caudillo est antilibéral et anti-américain.
- Le caudillo impose les égalités politiques suivantes : Caudillo = Parti = État = Nation = Patrie = Peuple = histoire épique.
- Le peuple adepte du caudillo : retour à l'asservissement à travers le militantisme.
- Maintien du caudillo au pouvoir : mandat à vie, avec ou sans élections. Monarchie plébéienne.
- Valeurs médiévales : courage militaire, prestige de la mort au combat, valeurs excessivement viriles (machistes), seigneuriales et homophobes, discours enflammés à la troupe attisant la confrontation, lutte pour l'idéal sanctifié, etc.

## Œuvres
- El festejo del deseo, roman, Los Amgios del Libro, Cochabamba/La Paz, 1993
- Fernando, el caótico, théâtre, 1998
- Memorias de Juan Lechín Oquendo, biographie de son père, 2000
- Gonzalo Pizarro, el malogrador, essai
- La gula del picaflor, roman, 2004
- 1491: Los Cóndores en España, théâtre, La Mancha, 2010
- Las máscaras del fascismo, essai, 2011
- Hierba mala nunca muere, théâtre, 2015